# Aydin Mirzezadé
Aydin Mirzezadé est un homme politique azerbaïdjanais, membre des IIe, IIIe, IVe, Ve et VIe législatures de l'Assemblée nationale d'Azerbaïdjan.

## Biographie
Aydin Mirzezadé est né le 2 juillet 1957 dans la ville de Mingəçevir. Il est diplômé de l'Institut de gestion sociale et de sciences politiques de Bakou.
Il parle anglais et russe.

### Carrière
En 1997-2000, il a travaillé comme responsable de secteur du département socio-politique du bureau exécutif du Président de la République d'Azerbaïdjan.
Aydin Mirzezadé est membre du comité de défense, de sécurité et de lutte contre la corruption de l'Assemblée nationale. Il est le chef du groupe de travail sur les relations interparlementaires Azerbaïdjan-Tadjikistan, membre des groupes de travail sur les relations avec les parlements d'Iran, d'Israël, du Kazakhstan, du Pakistan, de Pologne, de Russie, d'Arabie saoudite et de Turquie.
Il est membre de la délégation azerbaïdjanaise à l'Assemblée interparlementaire de la CEI.

### Famille
Il est marié et a deux enfants.

## Prix
- Médaille du jubilé du 100e anniversaire de la République Démocratique d'Azerbaïdjan (1918-2018)[6]
- Ordre pour le service à la Patrie[7]